# Otto Barth (peintre)
 (février 2013).
Si vous disposez d'ouvrages ou d'articles de référence ou si vous connaissez des sites web de qualité traitant du thème abordé ici, merci de compléter l'article en donnant les références utiles à sa vérifiabilité et en les liant à la section « Notes et références ».
Pour les articles homonymes, voir Otto Barth et Barth (homonymie).
Otto Barth, né le 3 octobre 1876 à Vienne et mort le 9 août 1916 à Vienne, est un peintre et alpiniste autrichien.

## Biographie

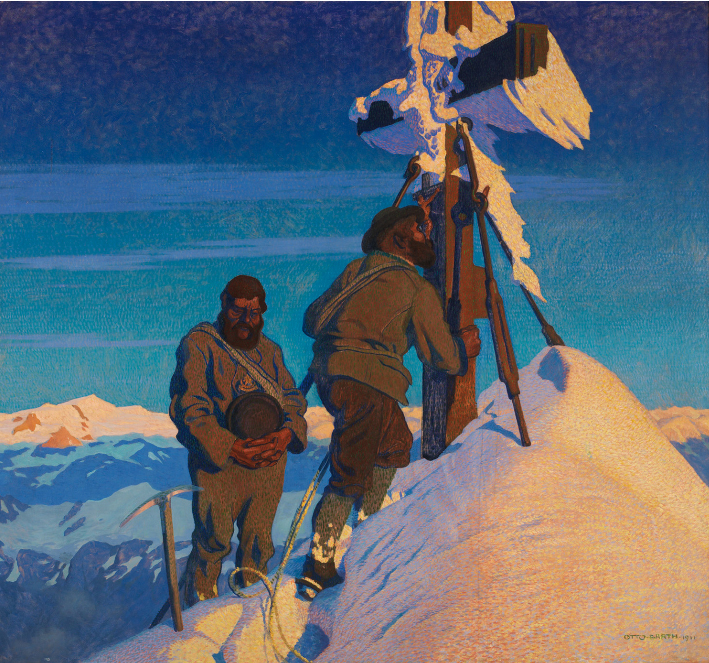
Prière le matin du guide de montagne à la croix sommitale du Grossglockner, 1911

Otto Barth est le deuxième fils du jardinier Johann Barth et son épouse Anna. Durant son enfance, il est souvent malade. Mais l'activité intense en montagne l'aide dans sa guérison. Il a un peu de talent et va à une école d'art puis à l'académie.
Il devient ami avec le peintre Gustav Jahn qui est lui aussi alpiniste. Ils effectuent de nombreuses ascensions ensemble. Leurs caractères s'opposent : Jahn est un optimiste tandis que Barth n'est pas satisfait par sa peinture et est sans doute mélancolique.
Barth fonde un groupe d'artistes "Phalanx" puis devient membre l'année suivante de Hagenbund. Il trouve une confiance en soi et de la créativité dans la forme et la couleur.
Barth reçoit plusieurs commandes pour la décoration des bâtiments publics, comme la nouvelle gare de Salzbourg, ou l'hôtel "Herzoghof" à Baden. Il fait aussi des illustrations pour des magazines d'alpinisme, des livres, des catalogues et des documents promotionnels.
Il tombe ensuite malade. Au départ, il a des problèmes cardiaques. Des signes de calcification amènent les médecins à supposer une intoxication insidieuse par les vapeurs de peinture au plomb dans le studio où l'artiste a l'habitude de dormir. Une importante déficience visuelle laisse penser ensuite à une tumeur au cerveau.